# コガシラネズミイルカ
コガシラネズミイルカ（小頭鼠鯆、Phocoena sinus）は、偶蹄目（鯨偶蹄目とする説もあり）ネズミイルカ科ネズミイルカ属に属する鯨類。

## 分布
メキシコ（カリフォルニア湾北部）。種小名sinusはラテン語で「湾」の意で、分布域であるカリフォルニア湾に由来するとされる。

## 形態

ヒトとの大きさ比較

最大全長148センチメートル。体形は太くて短い。背鰭は鎌状で、丈が高い。胸鰭は三日月形で、先端が尖る。胸びれは幅が狭く小さい。背びれはやや大きく後方に傾いた三角形、尾びれは両端が尖り、中央にはっきりとした切れ込みがある。背面は暗灰色、体側面は淡灰色、腹面は白い。眼の周囲や、上下の唇は黒い。頤から胸鰭にかけて黒い筋模様が入る。幼獣は成獣に模様は似るが、やや色は濃い。また、背びれ前縁に白い斑点がある。
出産直後の幼獣は全長が約70センチメートル。

## 生態
水深40メートル以下の沿岸部に生息する。同科他種と同じく主に1 - 3頭からなる小規模な群れを形成して生活し、10頭以上の群れは形成しない。沿岸の浅い海域を好み、30mより水深が深い海域では見られない。
胃の内容物からは底層にいる17種の魚類や2種のイカが検出された例がある。
繁殖様式は胎生。妊娠期間は多くの鯨類の例から約11か月と推定されている。2 - 4月に出産する。

## 人間との関係
刺し網・トロール漁による混獲などにより生息数は減少している。
農薬による汚染や、近親交配による影響も懸念されている。本種の分布域にいるトトアバというニベ科の魚類はメキシコ政府により法的に捕獲が禁止されているが、刺し網によって密猟される事もあり、本種が混獲されることもあると考えられている。1993年における生息数は300 - 400頭、1997年における生息数は567頭（177 - 1073頭）と推定されており、同年にワシントン条約附属書Iに掲載されている。
2015年の調査では約60頭、2016年の調査では約30頭、2022年の調査では約10頭と急激に数を減らしている。
メキシコ政府は、本種の保護を目的として、カリフォルニア湾北部とコロラド川河口部を含む保護区を制定した。CIRVAは、保護区をより南部まで拡張し、既知の全生息域を保護区とすること、および保護区からトロール船を完全に排除することを勧告している。
混獲の問題以外には、塩素系の農薬の使用、灌漑によるコロラド川の水量の低下、近親交配の問題 などが懸念されている。